# Associazione Calcio Pro Vasto 1972-1973
Questa voce raccoglie le informazioni riguardanti l'Associazione Calcio Pro Vasto nelle competizioni ufficiali della stagione 1972-1973.

## Rosa
| N. |                   | Ruolo | Calciatore          |
| -- | ----------------- | ----- | ------------------- |
|    | Italia (bandiera) |       | Amodio              |
|    | Italia (bandiera) | D     | Donato Anzivino     |
|    | Italia (bandiera) | C     | Roberto Battista    |
|    | Italia (bandiera) | C     | Giovanni Bonetti    |
|    | Italia (bandiera) | D     | Angelo Carena       |
|    | Italia (bandiera) | P     | Maurizio Castellini |
|    | Italia (bandiera) | D     | Luigi D'Alessandro  |
|    | Italia (bandiera) | C     | Mario Davide        |
|    | Italia (bandiera) | D     | Alfonso De Filippis |
|    | Italia (bandiera) | A     | Michele De Foglio   |
|    | Italia (bandiera) | A     | Giovanni Di Paolo   |
|    | Italia (bandiera) | C     | Saverio Fera        |

| N. |                   | Ruolo | Calciatore            |
| -- | ----------------- | ----- | --------------------- |
|    | Italia (bandiera) | C     | Ennio Giuntini        |
|    | Italia (bandiera) | P     | Domenico Lamia Caputo |
|    | Italia (bandiera) | A     | Antonio Lo Vecchio    |
|    | Italia (bandiera) | C     | Guido Mazzetti        |
|    | Italia (bandiera) | C     | Filippo Pomponio      |
|    | Italia (bandiera) | A     | Antonio Recinelli     |
|    | Italia (bandiera) | D     | Ascanio Rinaldi       |
|    | Italia (bandiera) | A     | Tommaso Savastio      |
|    | Italia (bandiera) | C     | Pasquale Tancredi     |
|    | Italia (bandiera) | D     | Bruno Taverna         |
|    | Italia (bandiera) | D     | Angelo Trozzi         |